# E-bogslæser
En e-bogslæser, elektronisk boglæser eller digital boglæser er et apparat eller software til at læse elektroniske bøger (e-bøger) med. Der er forskellige apparater, på hvilke man kan læse en e-bog, disse kan være dedikerede e-bogslæser eller software baserede e-bogslæsere.

## Dedikeret e-bogslæser
En dedikeret e-bogslæser er designet til at kunne virke i lang tid på batteridrift. visningsenheden/Skærmen skal kunne læses i solskin og indendørs i standardbelysning. Nogle e-bogslæsere har indbygget læselys. Aktuelle e-læser skærme kan kun vise stationære gråtoner.
Nogle, men ikke alle e-bogslæsere, bruger det vidt udbredte e-bogs format EPUB, andre bruger proprietære/egne formater.
På det danske marked findes der bl.a. i 2013:
- Amazon Kindle
- Cybook Opus
- iRiver Story HD
- Kobo Aura HD
- Nook Simple Touch
- Pocketbook Touch Lux
- Sony Reader PRS-T3
- Icarus Essence E602BK

### Farver
Reelt set burde det ikke være nødvendigt med en farveskærm for at læse tekst, men farver kan være relevante hvis bogen indeholder farveillustrationer.
Det Qualcomm ejede Mirasol har lavet en farveskærm som kan vise video og den vil kunne anvendes i e-læsere pga. det lave strømforbrug.

 Fujitsu har offentliggjort en e-læser – Flepia – med farveskærm, der kan holde til 40 timers brug på en opladning.
 HP melder om gennembrud med elektronisk papir med farver.

## Software baserede e-bogslæsere
De software baserede e-bogslæsere er apparater, der også har andre funktioner end at læse e-bøger, dette kunne være:
- Tablets
- Smartphones
- PC'er
- PDA'er